# Arie Colijn
Arie Colijn (Burgerveen, 18 november 1870 – Amstelveen, 17 juni 1932) was een Nederlands politicus.

## Familie
Colijn groeide op in een landbouwersgezin, hij was een zoon van Antonie Colijn (1833-1913) en Anna Verkuijl (1841-1920). Zijn broer Hendrik Colijn (1869-1944) werd later minister-president. Arie Colijn, soms ook Anthonie genoemd, trouwde in 1895 met Geertruida Maria Nugteren (1865-1937).

## Loopbaan
Colijn was vanaf 1891 pachtboer, graanverbouwer en veehouder in Nieuwer-Amstel. Net als zijn broer Hendrik, was hij lid van de Anti-Revolutionaire Partij en politiek actief. Hij was voorzitter van de A.R. kiesvereniging "Nederland en Oranje" te Nieuwer-Amstel. Hij werd gemeenteraadslid van Nieuwer-Amstel (1903-1916) en verkozen tot lid van Provinciale Staten van Noord-Holland (1907-1932), hij was daar ook voorzitter van de ARP-fractie. Hij werd benoemd tot burgemeester van Nieuwer-Amstel per 1 juni 1916. Daarnaast was hij van 19 september 1917 tot 15 september 1925 lid van de Tweede Kamer der Staten-Generaal. Hij sprak in de Kamer hoofdzakelijk over landbouwaangelegenheden.
In 1925 werd Colijn benoemd tot Ridder in de Orde van de Nederlandse Leeuw. Hij overleed in 1932 op 61-jarige leeftijd en werd begraven op begraafplaats Zorgvlied.

## Nalatenschap
In het Amstelveense Broersepark is in 1933 een herdenkingsmonument ter ere van Colijn opgericht.

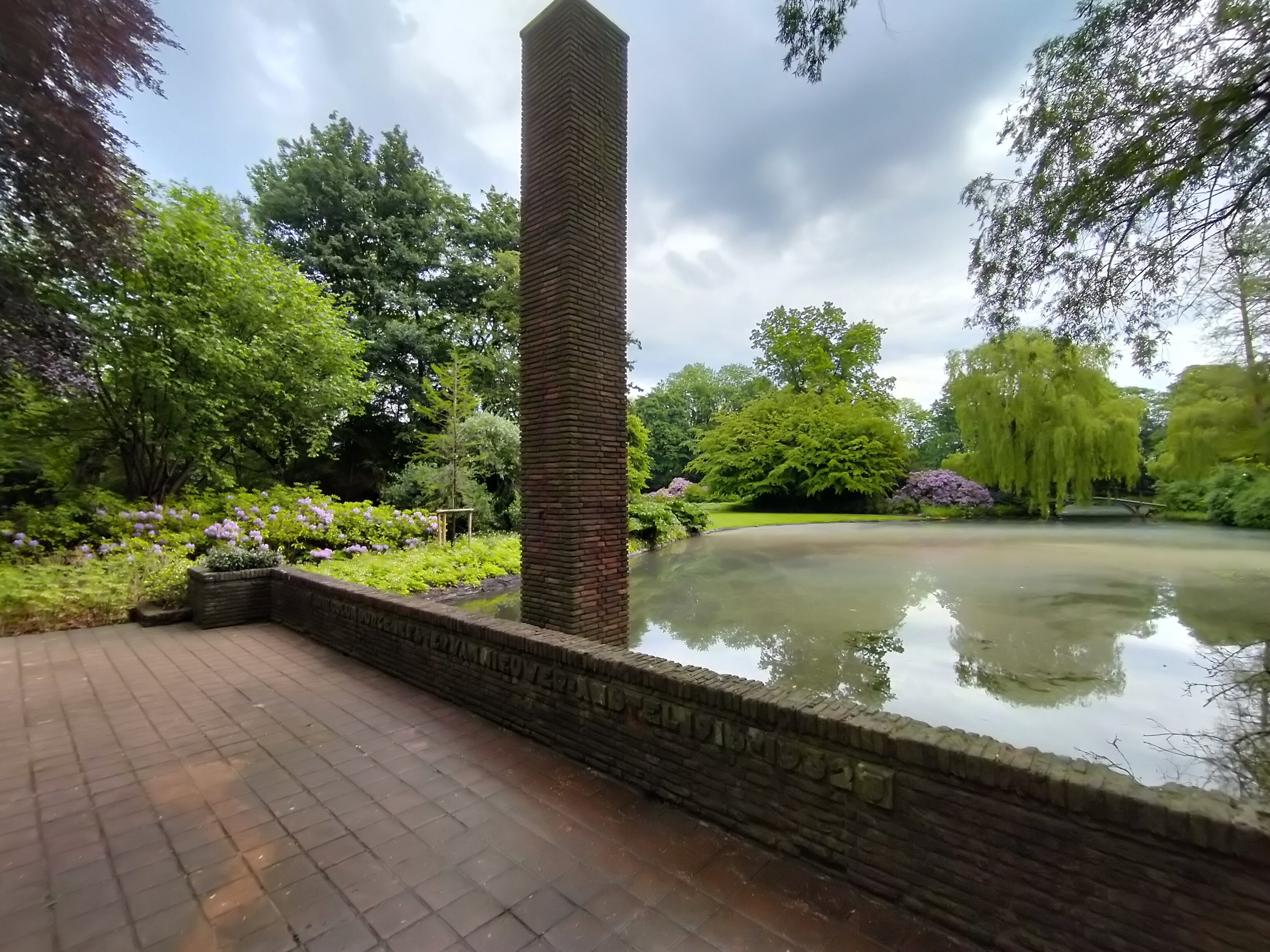

- Biografisch Portaal: 82564130
- Parlement.com: vg09lkz5h9z4